# Lijst van Belgische adelsverheffingen 1935
Personen die in 1935 in de Belgische adel werden opgenomen of een adellijke titel ontvingen.

## Baron
- Jonkheer Joseph Herry (1889-1943), grootmaarschalk van het hof, de titel baron, overdraagbaar bij eerstgeboorte.
- Jonkheer Albert Houtart (1887-1951), gouverneur van Brabant, de titel baron, overdraagbaar bij eerstgeboorte.

## Jonkheer
- Henri Scheyven (1897-1938), erfelijke adel.
- Hubert Scheyven 1898-1971), notaris, erfelijke adel.
- Marcel Scheyven (1901-1967), erfelijke adel.
- Louis Scheyven (1904-1979), ambassadeur, erfelijke adel.
- Raymond Scheyven (1911-1987), minister van staat, erfelijke adel.
- Victor Scheyven (1876-1940), notaris, erfelijke adel.